# Dimitrije Davidović
Dimitrije Davidović (en serbe cyrillique : Димитрије Давидовић ; né le 23 octobre 1789 à Zemun et mort le 6 avril 1838 à Smederevo) était un journaliste, un écrivain et un homme politique serbe. Il fut représentant du prince entre 1826 et 1829, à un moment où la Serbie était une principauté autonome au sein de l’Empire ottoman.

## Biographie

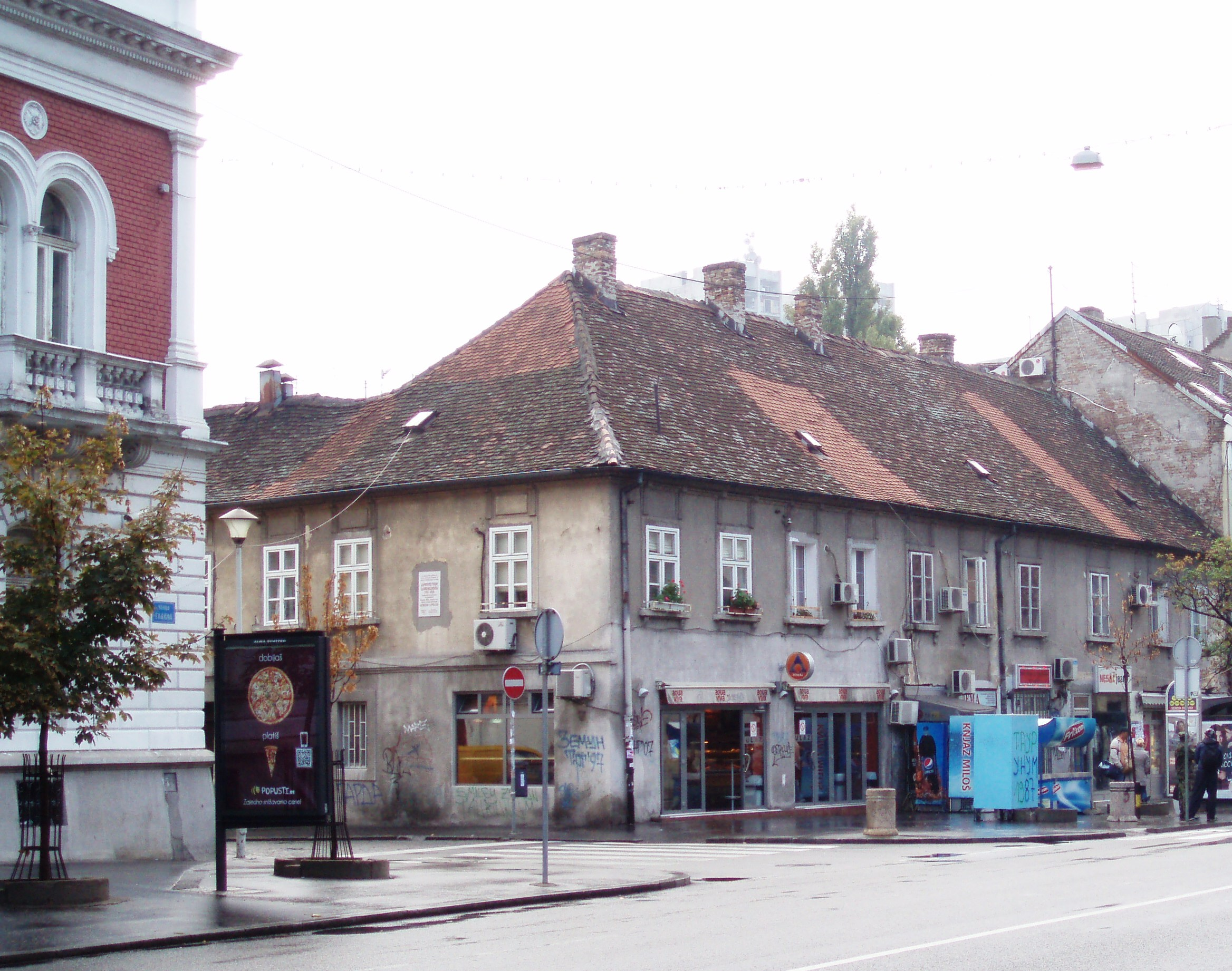
La maison natale de Dimitrije Davidović

Lorsque Dimitrije Davidović naît en 1789, Zemun faisait encore partie de l’empire d'Autriche. Il effectua ses études secondaires à Karlovci puis il étudia le droit et la philosophie à Budapest et Vienne. 
De 1813 à 1822, il publia le journal Novine srbske, le premier journal serbe, et, de 1815 à 1821, l’almanach Zabavnik. En 1819, il était devenu imprimeur. 
En 1821, il s’installa en Serbie et devint secrétaire au Bureau du prince Miloš Ier Obrenović. Entre 1826 et 1829, il fut Représentant du prince Miloš, l’équivalent d’un Premier Ministre.
De 1829 à 1833, il fut le chef de la délégation serbe à Constantinople, capitale de l'Empire ottoman. 
En février 1832, Dimitrije Davidović, qui avait créé le premier journal serbe, envoya une lettre au prince Miloš dans laquelle il l’invitait à créer une vaste bibliothèque. Il fut écouté et le prince ordonna l’obligation du dépôt légal à ce qui allait devenir la Bibliothèque nationale de Serbie.
De juin 1834 à décembre 1835, il fut ministre de l’Éducation et ministre des Affaires étrangères. Il participa à l’élaboration de la constitution serbe de 1835, inspirée du modèle français. 
En tant qu’auteur, il écrivit une Histoire du peuple serbe, qui fut traduite en français en 1848 par Alfred Vigneron.